# Dobrujevac (Bojevac)
Dobrujevac (em cirílico: Добрујевац) é uma vila da Sérvia localizada no município de Boljevac, pertencente ao distrito de Zaječar, na região de Timočka Krajina. A sua população era de 158 habitantes segundo o censo de 2011.

## Demografia
| 1948 | 1953 | 1961 | 1971 | 1981 | 1991 | 2002 | 2011 |
| ---- | ---- | ---- | ---- | ---- | ---- | ---- | ---- |
| 741  | 719  | 681  | 559  | 437  | 357  | 236  | 158  |